# Famille Irland

Blason de la famille Irland

La famille Irland est une famille noble d'origine écossaise dont l'un des membres Robert Irland immigra en France en 1496 et devint professeur de droit à Poitiers. Elle s'éteignit en 1818.

## Origine
Jean-François Dreux du Radier dans sa Bibliothèque historique et critique du Poitou (1754) écrit : « Robert Irland était d'une des plus anciennes maison d'Écosse où les seigneurs du nom d'Irland  sortis d'Irlande, ont possédé pendant plus de 300 ans la terre de Bordland dans la province de Lorn et ensuite la baronnie de Murthlie dans la province de Perth jusqu'au commencement du 14e siècle. ».
Il ajoute : « Robert Irland était le fils d'Alexandre Irland et de Marguerite Coutes et petit-fils de Guillaume Irland baron de Burnben et d'Isabelle de Pitsindi. La tige de cette branche était un Jean d'Irland, vivant en 1300 et baron de Burnben ».
Robert Irland avait un frère qui continua la branche de Burnben et qui existait encore au milieu du 18e siècle

## Branche fixée en France
Une branche de la famille Irland, d'origine écossaise, s'établit en France sous François Ier avec Robert Irland, docteur en droit et régent de l'Université de Poitiers, naturalisé français et élu échevin de Poitiers,.
Elle fit ses preuves d'ancienne noblesse exigées par le parlement en 1667.	
La branche française de la famille Irland s'éteignit le 7 janvier 1818.

## Personnalités
- Robert Irland (vers 1475-1561), professeur de droit à l'Université de Poitiers de 1502 à sa mort. Doyen de la faculté de droit en 1533, il fut reçu échevin de la ville de Poitiers le 21 juin 1550. Marié en premières noces à Marie Saveteau dont un fils Jean qui suit et en secondes noces à Claire Aubert, dont Louis et Bonaventure [7].

- Jean Irland (fils de Robert Irland et de Marie Saveteau), seigneur de Beaumont, conseiller au Parlement de Bretagne[7].

- Bonaventure Irland (1551-1612), fils de Robert Irland et de Claire Aubert (que des auteurs ont Eutytchés au lieu de Bonaventure). Professeur de droit à l'Université de Poitiers à partir de 1579, puis conseiller au présidial. Marié à Marie de Sanzay[8].

- Bonaventure Irland, sieur de Lavau (fils du précédent), conseiller du roi en ses conseils d'état et privé et contrôleur général de la maison de la reine[8].

- Louis Irland de Lavau dit l'abbé de Lavau († 1694) (fils du précédent), abbé, garde des livres du cabinet du roi et protégé de Colbert, membre de l'Académie française[8].

- Charles Irland, seigneur de Beaumont, maire de Poitiers en 1626[9].

- Pierre-Marie Irland de Bazoges (1750-1818), député de la noblesse pour le bailliage de Poitiers aux États généraux de 1789, émigré en 1792, maire de Poitiers en 1802, président de chambre de la cour d'appel en 1804. Marié en 1777 avec Henriette Suzanne de Lespinay. Sans postérité, dernier de sa famille.